# 斯哈河
斯哈河（白俄羅斯語：Сха）是白俄羅斯的河流，屬於別列津納河的左支流，河道全長80公里，流域面積577平方公里，每年十二月至翌年三月結冰，河畔城鎮有鮑里索夫。